# Fanchuan (köpinghuvudort i Kina, Jiangsu Sheng, lat 32,67, long 119,68)
Fanchuan (kinesiska: 樊川, 樊川镇) är en köpinghuvudort i Kina. Den ligger i provinsen Jiangsu, i den östra delen av landet, omkring 110 kilometer nordost om provinshuvudstaden Nanjing. Antalet invånare är 53 790. Befolkningen består av 28 727 kvinnor och 25 063 män. Barn under 15 år utgör 10,0 %, vuxna 15-64 år 71 %, och äldre över 65 år 18,0 %.
Runt Fanchuan är det tätbefolkat, med 762 invånare per kvadratkilometer. Närmaste större samhälle är Xiaoji, 8,7 km sydost om Fanchuan. Trakten runt Fanchuan består till största delen av jordbruksmark.
Genomsnittlig årsnederbörd är 1 119 millimeter. Den regnigaste månaden är juli, med i genomsnitt 254 mm nederbörd, och den torraste är januari, med 28 mm nederbörd.